# Автохтонность
Аутохто́нность (от др.-греч. αὐτός «сам» + χθών «земля») — термин, обозначающий принадлежность по происхождению данной территории; автохто́нный — местный, коренной по происхождению, обитающий до прихода туда переселенцев из других мест.

## Этимология
В древнегреческих памятниках письменности автохтонами назывались первобытные жители страны, которые утверждались в стране с незапамятных времён, а не переселялись в неё из какой-либо другой страны, также первопоселенцы данной страны или её древнейшее население: туземцы. Греческому автохтону соответствует латинское абориген, одна этимология которого может означать «коренной обитатель данной страны», «издревле живущий в данной местности» (лат. ab origine «от начала, изначальный», хотя сами римляне не принимали этой этимологии).

## Российская этнография
«Автохтонность» является нейтральным научным термином для описания коренных народов и автохтонных языков.
Идеология требовала отстаивать местное происхождение всякого народа чуть ли не на всякой территории его нынешнего обитания. В основе этой тенденции лежало убеждение в том, что древность обитания является обоснованием прав народа на данную территорию (так называемое «историческое право»). Автохтонизм противопоставлялся миграционизму и инвазионизму (эти два направления советская критика обычно объединяла в одно) как скверному, буржуазному, западному (или местному, но антипатриотическому) течению в науке. «Автохтонистами» в истолковании этногенеза славян были академики Б. Д. Греков и Б. А. Рыбаков. Ныне эта тенденция поугасла. Для признания прав народа на его территорию теперь считается достаточным нескольких поколений его проживания и системы международных соглашений, в которых это право признано и зафиксировано.

## Российская археология

### Автохтонная концепция происхождения мордвы
Аргументированная автохтонная концепция происхождения мордвы на городецкой основе была разработана А.П. Смирновым в начале 1950-х в "Очерках по средневековой истории народов Среднего Поволжья и Прикамья". Доказывая свою точку зрения, А.П. Смирнов исходит из представления о непрерывном автохтонном развитии культуры местных племен, начиная с эпохи неолита. Именно к этой эпохе он относит истоки происхождения обряда трупоположения в грунтовых могильниках, который, по его мнению, бесперерывно доживает до I тыс. н.э. В подтверждение данного тезиса им приводятся сведения о разрозненных находках в отдельных погребениях в бассейне р. Оки, не имеющих, как правило, ни определенной культурной принадлежности, ни обоснованной датировки. Своеобразно им решается ранее поставленная П.П. Ефименко и В.В. Гольмстен проблема отсутствия грунтовых могильников у населения городецкой культуры. Исходя из предположения о датировке позднегородецких древностей IV в. н.э., А.П. Смирнов относит к городецким памятникам ранние могильники рязано-окского типа. Обосновывая данный тезис, он указывает на наличие в материалах могильников ряда пережиточных черт, характерных для городецкой культуры. В качестве примера А.П. Смирнов приводит находку серебряного идольчика с углублением в животе, заполненным голубой эмалью, из погребения №43 Подболотьевского могильника IX-X вв. По мнению Смирнова, идольчик изготовлен местными мастерами, поскольку "...напоминает кремневые фигурки людей, находимые в неолитических стоянках среднего и нижнего течения р. Оки". Еще одним аргументом происхождения рязано-окских могильников на местной основе для А.П. Смирнова является наличие в Кузьминском могильнике головного убора с розетками, близкими по форме к украшениям абашевской культуры. Вслед за В.В. Гольмстен, А.П. Смирнов отметил значительное влияние на ранние памятники древней мордвы скифо-сарматского населения, при посредничестве которого в могильники волжских финнов попадали римские вещи.
Таким образом, автохтонное происхождение древнемордовских памятников обосновывается А.П. Смирновым путем поиска самых разнообразных, по большей части случайных аналогий самого общего характера в древностях всех предшествующих эпох от неолита до раннего железа, что позволяет усомниться в надежности полученных им выводов. Однако авторитет А.П. Смирнова среди исследователей средневековой археологии Среднего Поволжья был столь высок, что фактически не доказанная им преемственность между городецкой и древнемордовской культурой попала в разряд аксиом и уже никем не оспаривалась. С этого времени дискуссии велись только о роли прикамского и сарматского компонентов в сложении древнемордовской культуры.

## Зарубежная этнография

### Автохтонная теория происхождения славян
Термин автохтонность (автохтонный) имеющийся в большинстве европейских языков (например, исп. autóctono, англ. autochthonous [ɔː'tɔkθ(ə)nəs],  autochthonal) довольно редко употребляется в иностранной литературе, в частности в испано- и англоязычной литературе вместо него употребляется термин индигенность (исп. indígeno, фр. les indigènes, англ. indigenous peoples — коренное население).

## Издания
- Ставицкий В.В. Основные концепции этногенеза древней мордвы (историографический обзор) // Пензенский государственный педагогический университет. — Пенза, 2009. — С. 261-266.
- Нестерова Н.А. Новейшие исследования по этногенезу древней Мордвы // Гуманитарные научные исследования. 2016. № 8 [Электронный ресурс]. URL: https://human.snauka.ru/2016/08/16157 (дата обращения: 04.05.2022).
- Топорков А. Л. О «Белорусских народных преданиях» и их авторе // Рукописи, которых не было. Подделки в области славянского фольклора. — М.: Ладомир, 2002. — С. 245—254. — 970 с. — (Русская потаённая литература). — 2000 экз. — ISBN 5-86218-381-7.